# Yaku nara Magu Kappu mo
Yaku nara Magu Kappu mo (jap. やくならマグカップも) ist ein Werbe-Manga der japanischen Stadt Tajimi, der seit 2012 erscheint. 2021 erschien ein weiterer Manga und eine Adaption als Animeserie, die international als Let’s Make a Mug Too veröffentlicht wurde. Die Serie erzählt von vier Mädchen, die in Tajimi die dortige Mino-Keramik und Töpferei im Allgemeinen kennenlernen.

## Inhalt
Himeno Toyokawa (豊川姫乃) ist mit ihrem Vater zurück in dessen Heimat Tajimi gezogen. Er eröffnet ein kleines Café und seine Tochter besucht die Oberschule, in der sie in den Töpfer-Klub eingeladen wird. Dort findet sie einige Stücke, die sie an die Tassen bei ihr zuhause erinnern, und erfährt, dass ihre Mutter eine hier berühmte Töpferin war. Und auch Himeno entwickelt ein Interesse für Keramik, besonders die Mino-Keramik aus der Region, tritt dem Klub bei und lernt töpfern und was es um das Handwerk noch zu wissen gibt. Ihr Vater ist erst skeptisch, da seine vor vielen Jahren verstorbene Frau früher zu sehr in der Kunst aufgegangen ist und sich überarbeitet hat, unterstützt seine Tochter aber doch. Sie lernt vor allem von der älteren Mitschülerin Tōko Aoki (青木十子), die den Klub leitet. Himenos Klassenkameradin Mika Kukuri (久々梨三華) macht dagegen oft Unsinn, zum Ärger Tōkos, doch ist sie dennoch begabt im Umgang mit Ton. Naoko Naruse (成瀬直子) schaut zwar regelmäßig im Klub vorbei und begleitet die anderen Mädchen bei Ausflügen, tritt aber nicht ein und macht auch beim Töpfern nicht mit.

## Manga
Die Stadt Tajimi veröffentlicht den Manga als Teil des Stadtmarketings seit 2012 online. Vier Mal im Jahr erscheint ein neues Kapitel. Seit Januar 2021 wird im Magazin Manga Cross bei Akita Shoten eine weitere Manga-Umsetzung herausgebracht, die von Osamu Kashiwara gezeichnet wurde.

## Animeserie
Beim Studio Nippon Animation entstand 2021 eine 12-teilige Animeserie zum Manga. Hauptautorin war Naruhisa Arakawa und Regie führte Jun Kamiya. Das Charakterdesign entwarf Ayano Yoshioka, die ebenfalls die Animationsarbeiten leitete. Zusätzlich zu den Animefolgen wurden etwa 9 Minuten lange Episoden mit den vier Synchronsprecherinnen produziert, die die Stadt Tajimi, die Orte der Handlung und die Töpferei erkunden.
Die je knapp 15 Minuten langen Folgen wurden vom 3. April bis 21. Juni 2021 von MBS, Tokyo MX, BS11, CBC und AT-X in Japan ausgestrahlt. International wurde die Serie von der Plattform Crunchyroll per Streaming veröffentlicht, unter anderem mit deutschen und englischen Untertiteln.

### Synchronisation
| Rolle           | japanische Stimmen (Seiyū) |
| --------------- | -------------------------- |
| Himeno Toyokawa | Minami Tanaka              |
| Toko Aoki       | Rina Honnizumi             |
| Mika Kukuri     | Yū Serizawa                |
| Naoko Naruse    | Yūki Wakai                 |

### Musik
Das Opening wurde unterlegt mit dem Lied Tobira o Aketara von den vier Sprecherinnen der Hauptcharaktere unter dem Bandnamen Mug-mo. Das Abspannlied ist Pale Blue von Aya Uchida.